# Chefia
Chefia (în arabă الشافية) este o comună din provincia El Tarf, Algeria.
Populația comunei este de 8.195 de locuitori (2008).